# Farhad Abdullayev
Farhad Abdullayev (en azerbaïdjanais : Fərhad Abdullayev, né 5 décembre 1958) est un avocat azerbaïdjanais, docteur en sciences juridiques, président de la Cour constitutionnelle de la République d'Azerbaïdjan.

## Biographie
Farhad Abdullayev est né le 5 décembre 1958 à Bakou. En 1975, il est diplômé de l'école secondaire n ° 189 de Bakou. De 1975 à 1980, il a étudié à l'université d'État de Moscou du nom de M. V. Lomonosov.
En 1980, F. Abdullayev a été nommé à la Cour suprême de la République d'Azerbaïdjan. Il a d'abord travaillé comme consultant, puis comme consultant senior, et depuis 1985 comme chef de service. En 1990, il a été élu juge de la Cour suprême de la République azerbaïdjanaise par le Soviet suprême de la République azerbaïdjanaise et a occupé ce poste jusqu'en 2000. Le 28 août 2000, il a été nommé vice-président de la Cour d'appel de la République azerbaïdjanaise.
Le 25 juin 2003, après l'approbation de Milli Majlis, il a été nommé président de la Cour constitutionnelle de la République d'Azerbaïdjan par décret du président de l'Azerbaïdjan. Le 24 juin 2013, après l'approbation de Milli Majlis, il a été reconduit président de la Cour constitutionnelle de la République d'Azerbaïdjan par ordonnance du président de l'Azerbaïdjan. 
Farhad Abdullayev est engagé dans des activités pédagogiques et scientifiques. Il est membre de la Commission anti-corruption de la République d'Azerbaïdjan.

## Prix
- Avocat honoré de la République d'Azerbaïdjan - 16 juillet 2009[4]
- Ordre de Chohrat - 5 décembre 2018
- Médaille du 100e anniversaire de la République démocratique d'Azerbaïdjan - 27 mai 2019
- Ordre de l'amitié (Kazakhstan) - 12 août 2020